# Cordó sanitari

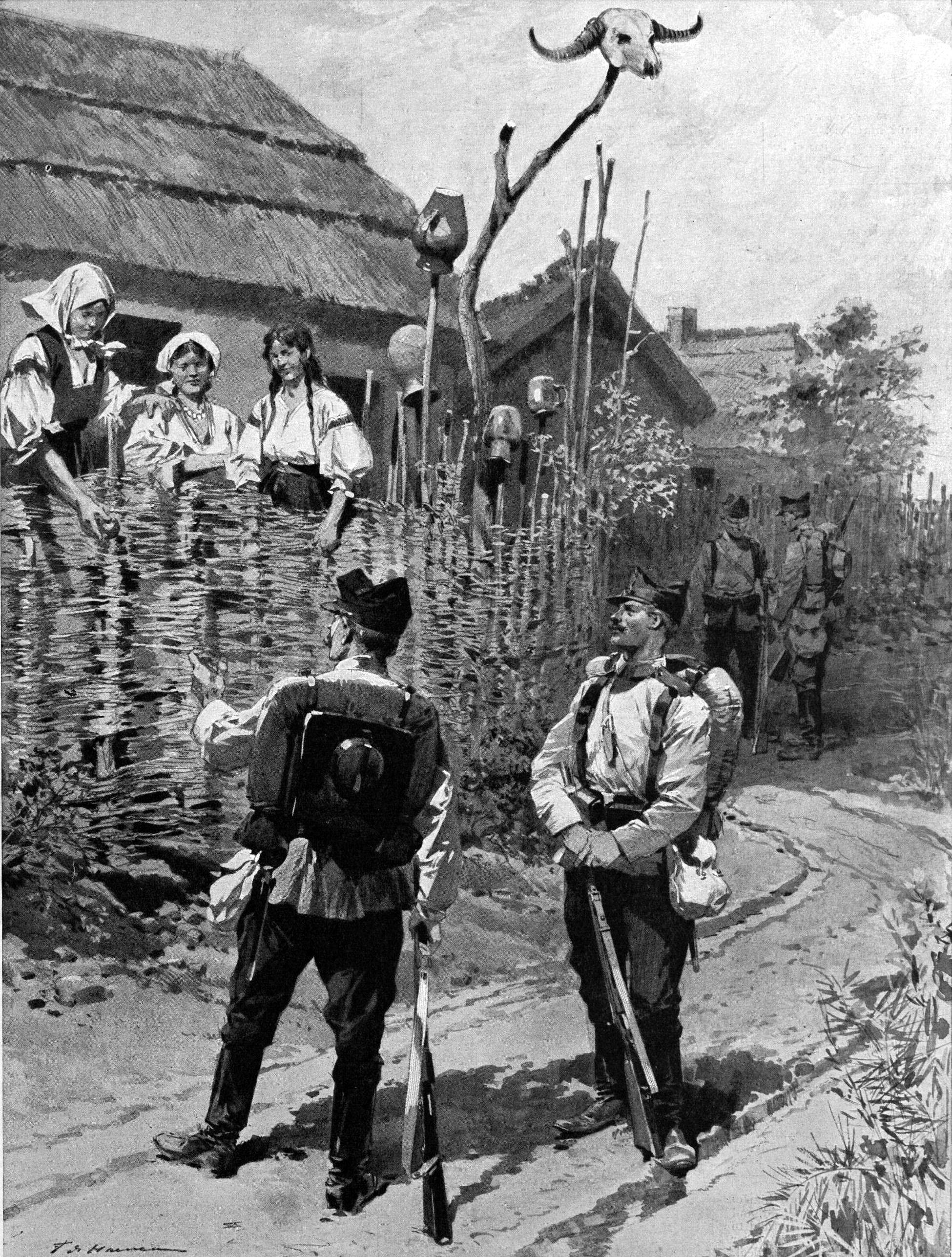
Cordó sanitari durant l'epidèmia de còlera a Romania, a principis del.

L'expressió cordó sanitari, en els seus orígens, feia referència a una barrera implementada per aturar la propagació d'una malaltia, com ara la pesta negra. El terme ha estat utilitzat sovint també en diversos idiomes, i en sentit metafòric per referir-se als intents d'impedir la propagació d'una ideologia considerada com a no desitjada o perillosa, com ara la política de contenció adoptada per George F. Kennan contra la Unió Soviètica.

## Malaltia
Un cordó sanitari generalment es crea al voltant d'una àrea que està experimentant una epidèmia d'una malaltia. Un cop establert el cordó, a la gent de la zona infectada ja no se'ls permet sortir. En la forma més extrema, el cordó no s'aixeca fins que s'extingeixi la infecció, la qual cosa a tothom que és a dins a morir o sobreviure. Es va utilitzar la tàctica durant la Pesta Negra, per exemple, al gran brot de pesta durant la Guerra del Nord. El primer ús real del terme cordó sanitari  va ser el 1821, quan les tropes franceses van ser desplegades a la frontera entre França i Espanya als Pirineus per tal d'evitar que una febre mortal es propagués d'Espanya a França.
Des del segle xx, la tàctica ha estat poc utilitzat: abans de 2014, l'última vegada que es va utilitzar va ser el 1918, quan la frontera russopolonesa va ser tancada per aturar la propagació del tifus. Un cordó sanitari era més probable que s'utilitzés com un recurs argumental en la ficció, com per exemple fa Albert Camus a La pesta. No obstant això, l'agost de 2014, es va establir un cordó sanitari  al voltant d'algunes de les zones més afectades del brot d'Ebola a l'Àfrica de l'oest de 2014.

## Diplomàcia
El primer ús del terme "cordó sanitari" com una metàfora per a la contenció ideològica feu referència al "sistema d'aliances instituït per França a l'Europa post-Primera Guerra Mundial Europa que s'estenia des de Finlàndia fins als Balcans" i que "envoltava completament Alemanya i segellava de Rússia l'Europa Occidental, aïllant d'aquesta manera les dues nacions políticament 'malaltes' d'Europa."
Al primer ministre francès Georges Clemenceau se li atribueix haver encunyat l'ús, quan el març del 1919 va instar els recentment independitzats estats fronterers (també anomenats estats limítrofs) que s'havien separat de l'Imperi Rus i la Rússia soviètica que formessin una unió defensiva per tant posar en quarantena la propagació del comunisme per Europa Occidental; a aquesta mena d'aliança la va anomenar cordó sanitari. Això segueix sent probablement el més famós ús de la frase, encara que de vegades s'utilitza, més generalment, per descriure un conjunt d'estats coixí que formen una barrera contra un gran, i ideològicament hostil, estat.

## En política
A partir de finals de 1980, el terme va ser introduït en el discurs sobre política parlamentària per part dels comentaristes belgues. En aquell moment, el partit nacionalista flamenc d'extrema dreta Vlaams Blok va començar a obtenir guanys electorals significatius. Donat que el Vlaams Blok era un grup racista els altres partits polítics belgues es van comprometre a excloure el partit de qualsevol govern de coalició, fins i tot si això va obligar a la formació de governs de gran coalició entre rivals ideològics. Els comentaristes van qualificar aquest acord de Bèlgica com a cordó sanitari. El 2004, el seu partit successor, el Vlaams Belang, va canviar la seva plataforma del partit per permetre el compliment de la llei. Tot i que no s'ha signat cap nou acord formal en contra d'ell, segueix sent incert si algun dels partits principals de Bèlgica entrarà en negociacions de coalició amb el Vlaams Belang en un futur pròxim. Diversos membres de diversos partits flamencs han qüestionat la viabilitat del cordó sanitari. Els crítics del cordó sanitari afirmen que també és antidemocràtic.
Amb l'èxit electoral dels partits nacionalistes i extremistes d'esquerra i dreta en la història recent d'Europa, el terme ha estat traslladat a acords similars al que es va produir a Bèlgica:
- A Bèlgica, el partit d'extrema dreta Vlaams Blok va ser exclòs pel cordó sanitari  el 1989, tot i que va obtenir el 17,17% dels vots.
- A Itàlia, el Partit Comunista Italià i Moviment Social Italià van ser exclosos dels governs de coalició durant la Guerra Freda. La fi de la Guerra Freda, juntament amb l'escàndol Tangentòpolis i la investigació de Mans Netes va comportar un dramàtic realineament polític.
- Després de la reunificació alemanya, l'antic partit governant de la República Democràtica Alemanya, el Partit Socialista Unificat d'Alemanya (Sozialistische Einheitspartei Deutschlands, o SED), es va reinventar primer (el 1990) com a Partit del Socialisme Democràtic (PDS) i després (en 2005 abans de les eleccions) com el Partit d'Esquerra, per tal de fusionar-se amb el nou grup WASG que havia sorgit a Occident. En els anys posteriors al 1990, els altres partits polítics alemanys s'han negat sistemàticament a considerar la formació d'una coalició amb el PDS / Partit de l'Esquerra a nivell federal (que era possible el 2005), mentre que a nivells estatals es van formar les anomenades coalicions vermell-vermell amb l'SPD (o vermell-vermell-verd). El terme cordó sanitari, però, és molt poc comú a Alemanya per consideracions de coalició. Una estricta no-cooperació política (en el qual L'Esquerra participaria, si mai sorgís) només s'exerceix en contra dels partits de dreta, com ara Die Republikaner.
- Als Països Baixos, es va posar un cordó sanitari al voltant del Partit de Centre (Centrumpartij, CP) i més tard en el Centrum Democraten (CD), per aïllar el seu líder, Hans Janmaat. Durant la formació del gabinet holandès el 2010, el Partit per la Llibertat (Partij voor de Vrijheid, PVV) de Geert Wilders acusà els altres partits de planejar un cordó sanitari; no obstant això, mai va haver acord entre els altres partits d'ignorar el PVV. De fet, el nom del PPV va ser mencionat diverses vegades com un membre potencial de la coalició per diversos informateurs al llarg del procés de formació de govern, i la darrera coalició minoritària de Mark Rutte entre el Partit Popular per la Llibertat i la Democràcia i la Crida Demòcrata Cristiana va ser oficialment "tolerada" pel PVV (tot i que no va obtenir seients en el gabinet, el PVV va acordar que no provocaria la caiguda del govern, però ho va fer de totes maneres el 2012).
- Alguns (encara que no tots) dels membres No inscrits del Parlament Europeu no tenen cap afiliació perquè es consideren que estan massa a la dreta de l'espectre polític acceptable per a qualsevol dels Grups del Parlament Europeu[9]
- A França, la política de no-cooperació amb el Front Nacional, juntament amb el sistema electoral majoritari a dues voltes, condueix a la falta de representació permanent del FN a l'Assemblea Nacional. Per exemple, el FN no va aconseguir cap dels 577 escons de l'Assemblea a les eleccions de 2002, tot i rebre l'11,3% dels vots en la primera ronda, ja que no hi ha candidats FN van guanyar una majoria en la primera ronda i alguns fins i tot qualificat (ja sigui per guanyar almenys el 12,5% dels vots local amb un 25% de participació o per ser un dels dos primers classificats amb menys) per passar a la segona ronda. A les eleccions presidencials del 2002, després que el candidat del Front Nacional Jean-Marie Le Pen derrotés inesperadament Lionel Jospin a la primera volta, el Partit Socialista tradicionalment oposat ideològicament va encoratjar els seus votants a votar per Jacques Chirac en la segona ronda, atès que preferien qualsevol Le Pen.
- A la República Txeca, el Partit Comunista està exclòs de qualsevol possible coalició a causa d'una forta presència anticomunista en la majoria dels partits polítics, inclosos els socialdemòcrates. També es col·locà un cordó sanitarial voltant dels republicans de Miroslav Sládek, quan estaven actius en el Parlament (1992-1998). Quan algun dels seus membres s'atansés a parlar, els altres diputats abandonarien la Cambra de Diputats.
- A Estònia i Letònia, els partits "russòfons" (PCTVL i Centre de l'Harmonia a Letònia, anteriorment Partit de la Constitució a Estònia) estan exclosos de la participació en coalicions governants a nivell estatal.
- A Catalunya i el País Basc, els grups que es perceben com a oposats al nacionalisme català o basc, com ara el Partit Popular, han estat de vegades exclosos de qualsevol coalició de govern en els seus respectius governs.[10][11] com en l'anomenat Pacte del Tinell[12][13][14] Al igual que a Europa, l'expressió també s'utilitza quan el que es vol és aïllar les opcions polítiques considerades pro-feixistes o xenòfobes per tal d'evitar-ne el seu creixement.[15][16] De vegades, l'expressió s'ha fet servir com a mostra de l'aïllament en què es troba Catalunya respecte a l'Estat espanyol.[17][18]
- A Suècia, els partits polítics del Riksdag han adoptat una política de no cooperació amb els Demòcrates Suecs (SD) en els municipis. No obstant això, hi ha hagut excepcions en què els polítics locals han donat suport a les resolucions de l'SD.
- A Noruega, tots els partits parlamentaris havia refusat constantment d'unir-se formalment en una coalició de govern a nivell estatal amb el dretà Partit del Progrés fins al 2005, quan el Partit Conservador ho va fer. En alguns municipis però, el Partit del Progrés coopera amb molts partits, incloent el Partit Laborista."[19]
- Al Canadà, la resistència a la formació de governs de coalició entre els partits d'esquerra o de centre sovint s'ha atribuït a una falta de voluntat per ser vistos com a col·laboradors amb els Bloc Québécois, que advoca per la independència del Quebec.
- Al Regne Unit, l'extrema dreta del Partit Nacional Britànic (BNP) està completament marginada pel principal corrent polític. Destacats polítics, incloent l'actual primer ministre i líder del Partit Conservador, David Cameron, han estat coneguts per instar els electors a votar pels candidats de qualsevol partit, excepte el BNP.[20] Fins i tot l'euroescèptic Partit de la Independència del Regne Unit s'ha negat categòricament a cap mena de cooperació, ni que fos limitada, amb el BNP.[21] Tot i que el partit no ha obtingut més de 60 dels prop de 22.000 càrrecs d'elecció popular al govern local, hi ha una acord general entre tots els partits a impedir qualsevol mena d'acord de coalició amb el BNP en aquells consells on cap partit té una majoria. Quan dos candidats BNP van ser elegits per al Parlament Europeu a les eleccions del 2009, el Govern del Regne Unit va anunciar que proporcionaria als dos el nivell mínim de suport, negant-los l'accés immediat als funcionaris i la informació que els altres 70 diputats britànics rebessin.[22]